# Naissus

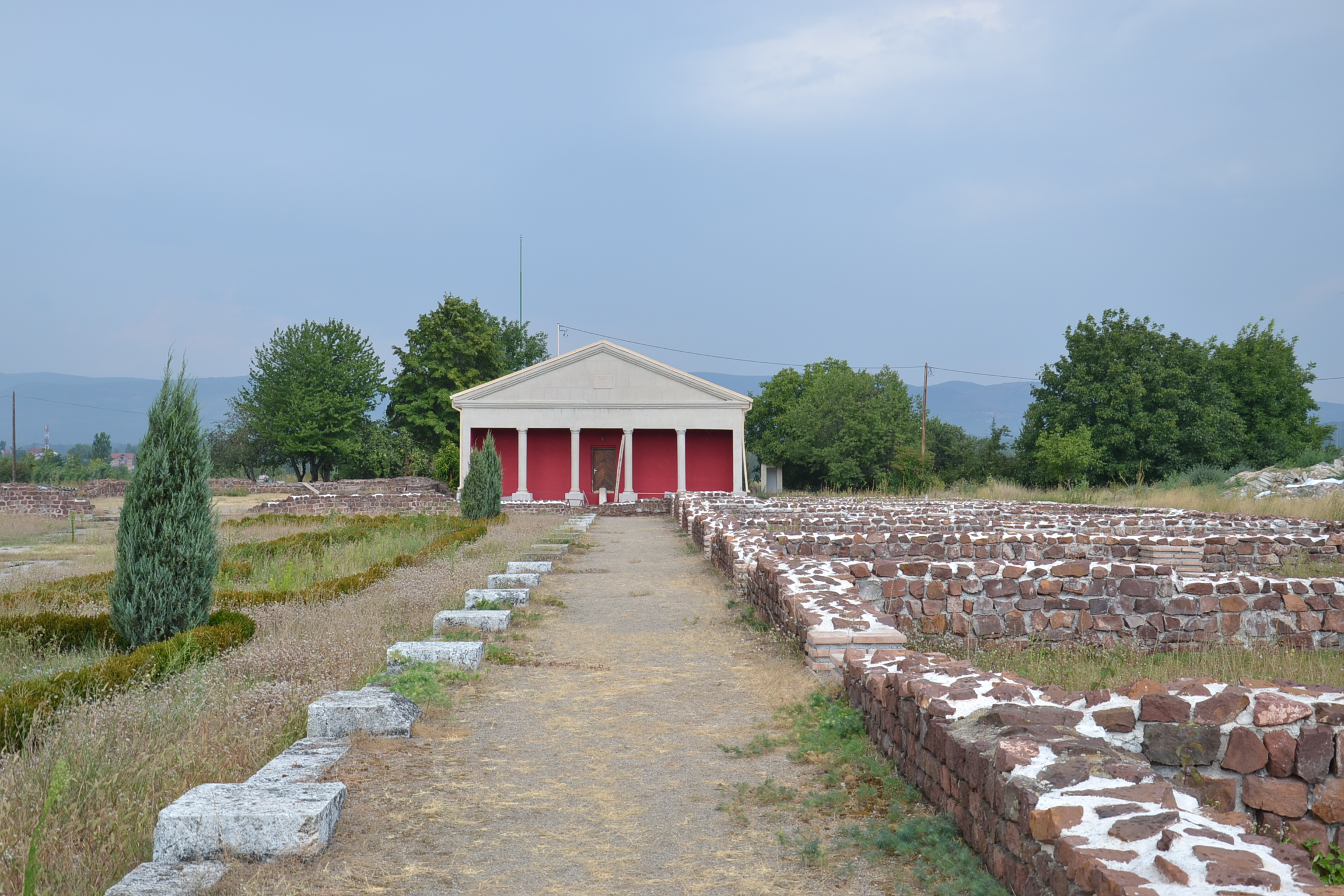
Mediana, en arkeologisk plats som visar gamla Naissus i nuvarande Niš

Naissus, var en romersk stad som låg där Niš nu ligger, i nuvarande Serbien.
Staden var en legionär fästning under Augustus. Namnet Naissus betydde "nymfernas stad". Den romerske kejsaren Konstantin den store föddes här år 272.